# Дарія Семеген
Дарія Семеген (нар. 27 червня 1946) — американська композиторка, найбільш відома як автор академічної електронної музики.

## Біографія
Народилась в Бамберзі, Західна Німеччина, має українське походження. Освіту здобула в Єльському університеті, Істманській музичній школі та Рочестерському технологічному інституті. Викладала в Колумбійсько-Принстонському електронному музичному центрі (1971 — 75). Вивчала композицію під керівництвом Бюлента Ареля та Олександра Гьора, і, у свою чергу, навчала інших композиторів, зокрема Джозефа ДіПоньо, Даніеля Конца, Гілду Лайонс та Філіпа Шуслера.
Семеген отримала шість грантів від Національного фонду мистецтв, стипенді Фулбрайта та ряд інших нагород та відзнак. В даний час вона є доцентом кафедри композиції, теорії та композиції електронної музики в Університеті Стоні Брук, а також директором студії електронної музики.